# السا پرتی
السا پرتی؛ (به انگلیسی: Elsa Peretti) (تولد: ۱ مه ۱۹۴۰ - مرگ: ۱۸ مارس ۲۰۲۱)، طراح جواهرات و سوپرمدل زاده ایتالیا بود که به انسان‌دوستی شهرت داشت. جواهرها و قطعات که او برای تیفانی اند کو طراحی کرده‌است در مجموعه قرن بیستم موزه بریتانیا، موزه هنرهای زیبا، بوستون و موزه هنرهای زیبا، هوستون قرار گرفته‌است. در سال ۱۹۷۴ پرتی، مدل مد "Halstonette" با جواهرات بروز خود وارد تیفانی شد. کارهای بسیار محبوب وی، از جمله قطعه‌هایی مانند Bean , Bone Cuff و Open Heart، تا ۱۰٪ از تجارت تیفانی پوشش داده‌است. ووگ او را "مسلماً موفق‌ترین زنی که در زمینه جواهرها کار کرده‌است" توصیف می‌کند. پرتی به عنوان یک نیکوکار، از هدف‌های مختلف حمایت کرد و همچنین به‌طور خصوصی بازسازی دهکده تاریخی سانت مارتی ول در کاتالونیا، اسپانیا را انجام داده‌است.

## نقطه شروع زندگی
پرتی به عنوان کوچکترین دختر فردیناندو پرتی در فلورانس ایتالیا متولد شد (۱۸۹۶–۱۹۷۷). ماریا لوئیزا پیگینی مادر او و فردیناندو پرتی پدرش، یک شرکت بزرگ نفتی ایتالیایی بنام "Anonima Petroli Italiana" را در سال ۱۹۳۳ تأسیس کردند و او سعی می‌کرد که زندگی خود را از خانواده محافظه کار خود دور کند، هر چند اندکی قبل از مرگ با پدرش آشتی کرد.
پرتی در روم و سوئیس تحصیل کرده‌است. وی در ابتدا زندگی خود را با تدریس زبان فرانسه و کار به عنوان مربی اسکی در دهکده کوهستانی گشتات سوئیس آلمانی زبان کار می‌کرد. بعداً، وی برای ادامه تحصیل در رشته طراحی داخلی به رم بازگشت و سپس برای معماری در میلان ، با دادو تورگیانی مشغول به کار شد.

## حرفه

### مدل‌سازی
در سال ۱۹۶۴، پرتی به یک مدل مد تبدیل شد و در بارسلون اسپانیا کار می‌کرد. در سال ۱۹۶۸ او با توصیه آژانس مدل‌سازی ویلهلمینا به شهر نیویورک نقل مکان کرد. در اوایل دهه ۱۹۷۰، به همراه کارن بیورنسون، آنجلیکا هاستون، آلوا چین، پت کلیولند و پت آست و چندتن از دوستانش، او به یکی از گروه‌های مدل مورد علاقه طراح هالستون، ملقب به هالستون تبدیل شد.
در اواخر دهه ۱۹۷۰ پرتی مرتباً در استودیو ۵۴ حضور داشت، در کنار طراحان هالستون، اندی وارهول، لیزا مینلی، بیانکا جاگر، چر و دونالد و ایوانا ترامپ قرارگرفتند.
به گفته هالستون، «السا سبک خاصی داشت: لباسی را که مدلسازی می‌کرد، از خودش خلق می‌کرد.»
در سال ۲۰۱۹، او در مستند هالستون (فیلم‌های سی‌ان‌ان) مصاحبه کرد، و سالهای کار، مهمانی و دوستی خود را با طراحی در آن فیلم به تصویر کشید.

### طرح جواهرها
در سال ۱۹۶۹، پرتی شروع به ایجاد سبک‌های جدید جواهرات برای تعدادی از طراحان مد در منهتن کرد. اولین طراحی او که با یک نقره کار مشارکتا به سرانجام رسید، یک گلدان جوانه ای دو اینچی بود که از نقره استرلینگ به عنوان آویز بر روی گردنبند آویز چرمی ساخته شده بود و از کشف یک بازار فروش الهام گرفته شده بود. یکی از مدلهای جورجیو دی سانت آنجلو که در نمایش باند پوشیده شده بود، مورد توجه قرار گرفت. تا سال ۱۹۷۱، او در حال طراحی جواهرات برای هالستون بود. او به استفاده از نقره ادامه داد و به تغییر وضعیت مواد از «حالت مرسوم» به سبک محبوب لیزا مینلی و دیگران کمک می‌کرد. مینلی به یاد می‌آورد که پس از توصیه هالستون برای استفاده از نقره، کار پرتی را دیده بود: . . تنها چیزی که فکر می‌کردم آلبوکرک بود. اما بعد السا همه این موارد را حقیقتاً حس کردم. . . همه چیز بسیار شعف‌برانگیز و جذاب بود بطوریکه من فقط او را دنبال می‌کردم. "

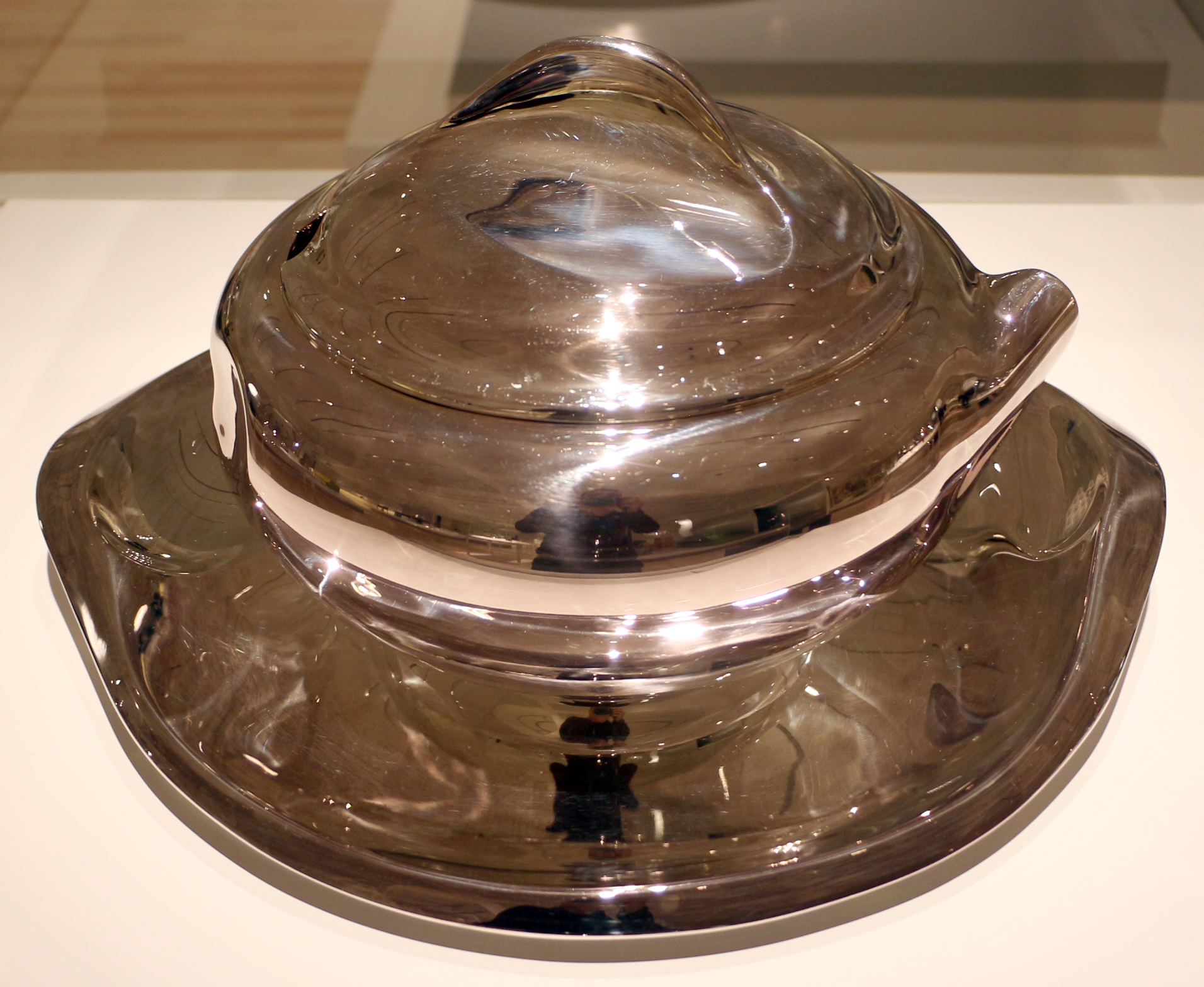
کاسه ای با درپوش و سینی، نقره استرلینگ، برای تیفانی اند کو.، ۱۹۸۴

پرتی به سرعت در زمینه طلا و جواهر پیشرفت کرد و شهرت یافت، در سال ۱۹۷۱ با حضور در مجله وگ اولین جایزه اش بنام «کوتی» را برای طراحی طلا و جواهر دریافت کرد. در سال ۱۹۷۲ بلومینگدیل، یکی از فروشگاه‌های بزرگ نیویورک، یک بوتیک اختصاصی برای پرتی افتتاح کرد. در سال ۱۹۷۴، او با تیفانی اند کو. قراردادی برای طراحی جواهرات نقره امضا کرد. کارهای او برای تیفانی با اولین مرتبه نمایش شهرت بسیاری پیدا کرد و طی ۲۵ سال تیفانی همان نوع جواهرات را به فروش می‌رساند. تا سال ۱۹۷۹، او طراح برجسته شرکت بود. قطعات نقره ای او «سرگرم‌کننده» قلمداد می‌شد و مشتریان جوان تری را به خود جذب می‌کرد. معرفی نقره در دسته جواهرات ظریف تجدید نظر خریداران را جلب می‌کرد و در واقع هم نسبتاً مقرون به صرفه تر بود بطور غیرقابل باوری زنان جواهرات او را خریداری می‌کردند.
پرتی بیش از سی مجموعه برای تیفانی طراحی کرد، با آثاری که «انقلابی، قدیمی‌ناشدنی، اختصاصی و مدرن» توصیف شده‌اند. روند کاری او شامل سفر به ژاپن، چین و اروپا بود و با صنعتگران در ایجاد مجموعه‌های موفقی همچون Bean (آویز انتزاعی لوبیای لیما)، قلب باز، مش، استخوان و زودیاک همکاری می‌کرد. علاوه بر نقره استرلینگ، بخشی از امضای او استفاده از موادی مانند یشم، لاک و خیزران بود. او جزء طراحان تأثیرگذار هنر مدرن شناخته می‌شد. او از مجسمه‌های الکساندر کالدر و هنری مور الهام گرفته بود و در مصاحبه ای یادآوری کرد که بخشی از مجموعه جواهرات قلب باز خود (با طرح رئوس قلب خارج از مرکز) از همین مجسمه‌ها الهام گرفته شده‌است. قطعاتی مانند Bone Cuff (1970) دارای اشکال ارگانیک با الهام از بدن انسان طراحی شده بودند و به عنوان پلی میان لباس و جواهرات جدی دیده می‌شد. پرتی این شکل را از استخوان راهب‌هایی که در دوران کودکی در داخل یک کلیسای کاپوچین قرن ۱۷ در نزدیکی رم دیده بود، طراحی کرد. گال گدوت که یکی از هنرمندان مشهور بود، که در فیلم زن شگفت‌انگیز ۱۹۸۴ از یکی از جواهرات موردطراحی پرتی استفاده کرد و به همین طریق سارا جسیکا پارکر در اولین فصل فیلم سکس و سیتی (فیلم) از همان جواهر در فیلم خود بهره برد.
این اثر پرتی با طیف وسیعی از قیمت‌ها به مزایده گذاشته شد. از سال ۲۰۲۱، یک نسخه از گردنبند الماس‌های پرتی توسط یارد (Peretti's Diamonds by Yard) به قیمت ۴۰۰ دلار فروخته شد در حالی که نسخه دیگر آن که در ساختش از موادی دیگر استفاده شده بود به قیمت ۷۵۰۰۰ دلار فروخته شد. در سال ۲۰۱۲، تیفانی و پرتی با پرداخت ۴۷ میلیون دلار قرارداد خود را برای ۲۰ سال دیگر تمدید کردند. در سال ۲۰۱۵، طرح‌های تجاری السا پرتی با برند تجاری او هشت درصد از فروش خالص تیفانی شامل می‌شد. در سالهایی این رقم حتی به بیش از ۱۰٪ هم رسیده‌است.
پرتی همچنین ظروف نقره ای را برای تیفانی طراحی کرد، اما تنها پس از آنکه با جواهرات خود طرفداران خوبی پیدا کرد. خلاقیت‌های او گسترش پیدا کرد (علاوه بر ظروف نقره ای، که شامل یک برش پیتزای نقره ای بود، او همچنین قلم‌ها، زیرسیگاری‌ها و بطری‌های عطر را برای هالستون طراحی می‌کرد)، اما زمینه طلا و جواهر همچنان مرکز کار او بود. وگ او را «مسلماً موفق‌ترین زنی که در زمینه جواهرات کار می‌کرد» نامید.

## کاتالونیا، اسپانیا
در سال ۱۹۶۸، پرتی خانه ای را در دهکده سانت مارتی ول در کاتالونیا، اسپانیا خریداری کرد. در طی ده سال خانه او که نیاز به بازسازی داشت، مرمت شد و در طی مراحل این مرمت شرایط زندگی او سخت بود. تا دهه ۱۹۸۰، خانه زرد خردلی خانه مطلوب او بود. جواهری مانند گردنبند عقرب او که اکنون در موزه بریتانیا قرار دارند، از گیاهان و جانوران سانت ماری ول الهام گرفته‌اند.
نیویورک تایمز نوشت: پرتی در ابتدا امید به تأسیس یک نهاد خودساخته داشت، اما این شهر به «دهکده خصوصی او تبدیل شد». پرتی برای ترمیم بخشهایی از اطراف دهکده خود هم کارهایی به انجام رساند همچون خرید برخی از ساختمانها و بازسازی آنها. از سال ۲۰۱۷، حدود نیمی از روستاها بازسازی شده بود. پروژه‌های وی شامل بازسازی فضای داخلی کلیسای سانت مارتی ول در ۲۰۱۲–۲۰۱۳ بود. این فضا دارای سابقه ای طولانی است که شامل یک اسکان رومی در قرن دوم میلادی، یک محوطه محوطه قرون وسطایی، یک معبد رومی در قرن یازدهم و دوازدهم، و ساخت یک بنای سبک گوتیک قرن پانزدهم بود. کارهای انجام شده شامل حفاری بقایای باستان‌شناسی محل اسکان رومی و اصلاح مجدد یک مقبره و همچنین مرمت عناصر موجود و تهیه موارد جدید بود. پرتی همچنین از مدیریت اسناد تاریخی قرن شانزدهم این شهر، حفاظت از بایگانی عکاسی اوریول ماسپون و حفاظت از شهر امپراطورها - روم پشتیبانی می‌کرد.
پرتی یک باغ انگور فعال در سانت مارتی تأسیس کرد و در سال ۲۰۰۴ و 2007 Ca l'Elsa و Can Nobas گسترش داد. خود شراب سازی در سال ۲۰۰۸ تکمیل شد و با برچسب Eccocivi به بازار عرضه شد.
پرتی همچنین هنرهای تجسمی و میراث تاریخی، هنری و معماری کاتالونیا را ارتقا داد. او افرادی همچون مایکل لاوک گیتاریست و رابرت لیموس نقاش مجسمه‌ساز را به استفاده از سن مارتای ول تشویق کرد. در سال ۲۰۱۳، پرتی اولین شخص غیر کاتالانی بود که توسط شورای ملی فرهنگ و هنر (CoNCA) جایزه فرهنگ ملی را دریافت کرد.

## انسان دوستی
در سال ۲۰۰۰، پرتی خیریه ای را به افتخار پدرش ایجاد کرد، با رجوع به بنیاد ناندو پرتی (NPF). گزارش شده‌است که بنیاد طی مدت ۱۵ سال تقریباً به ۴۲۲ میلیون یورو به ۸۵۲ پروژه در سراسر جهان کمک کرده‌است. از سال ۲۰۱۵ این بنیاد به بنیاد ناندو و السا پرتی (NaEPF) تغییر نام داد.
در ابتدا این بنیاد بر محیط زیست و حفاظت از حیات وحش و برنامه‌های بشردوستانه، به ویژه برنامه‌هایی که فقر را هدف قرار می‌دادند، تمرکز داشت. با گذشت زمان، اهداف بنیاد به حمایت از طیف وسیعی از پروژه‌های «پیشرفت و بهبود قوانین حقوق بشر، با تأکید ویژه بر حق تحصیل، حقوق کودکان و حقوق و کرامت زنان» گسترش یافت. بنیاد ناندو و السا پرتی خواستار پیشنهادهایی در سطح بین‌الملل، به ویژه از طرف اقلیت‌های به رسمیت شناخته نشده، برای دفاع از حق زندگی و حفظ فرهنگ بود. بنیاد ناندو و السا پرتی همچنین از پروژه‌های تحقیقاتی پزشکی و علمی همچون ساخت بیمارستان و سایر امکانات حمایت می‌کرد.

## زندگی شخصی
در دهه ۱۹۷۰، پرتی زندگی عاشقانه خود را با هلموت نیوتن که عکاس بود شروع کرد.
پرتی در ۱۸ مارس ۲۰۲۱ در خانه خود در اسپانیا در سن ۸۰ سالگی درگذشت. هیچ علتی برای مرگ او همچنان اعلام نشده‌است. به گزارش مراجع معتبر او در خواب چشم از این جهان فروبسته است.

## جوایز

### به رسمیت شناختن
- جایزه کوتی منتقدان مد آمریکایی، ۱۹۷۱: پرتی برای جواهرات خود یک جایزه ویژه دریافت کرد.[۲۸]
- جایزه همکار رئیس‌جمهور، دانشکده طراحی رود آیلند، ۱۹۸۱[۶]
- جایزه روحیه موفقیت از کالج آلبرت اینشتین، ۱۹۸۲
- جایزه گروه مد «شب ستاره‌ها»، ۱۹۸۶
- جایزه صنعت مروارید فرهنگی، ۱۹۸۷
- شورای طراحان مد طراح سال لوازم جانبی آمریکا، ۱۹۹۶
- استاد السا پرتی در طراحی طلا و جواهر: در سال ۲۰۰۱، تیفانی و شرکت استاد السا پرتی در طراحی طلا و جواهر را تأسیس کردند. برای ۲۵ امین سالگرد همکاری خود با پرتی، تیفانی و شرکت یک صندوق همیشگی برای حمایت از حقوق هیئت علمی در بخش طراحی جواهرات مؤسسه فناوری مد (FIT) ایجاد کرد. بنا به درخواست پرتی، وقف از همکاری وی با ساموئل بیزر، رئیس مؤسس بخش طراحی جواهرات FIT، تقدیر می‌کند.[۲۹]
- ۲۰۱۳: جایزه ملی فرهنگ توسط دولت کاتالونیا، که هر ساله به افراد یا سازمانهایی اعطا می‌شود که بخاطر سهم برجسته خود در مناطق فرهنگی مربوطه خود را متمایز می‌کنند.[۳۰]
- ۲۰۱۵: Guardó JORGC (دیده‌بان رسمی جواهرات، طلافروشان، ساعت سازان و سنگ شناسان کاتالونیا) مجدداً در یک مسیر جهانی[۳۱]

### افتخارات
- افسر بزرگ، حکم لیاقت جمهوری ایتالیا (حکم لیاقت جمهوری ایتالیا)[۳۲]
- Grand Cross pro Merito Melitensi (سفارش مالت)[۳۳]
- عضو افتخاری شورای سن پیترو[۳۴]

### مجموعه‌های دائمی
- موزه بریتانیا: در سال ۲۰۰۹ موزه انگلیس ۳۰ مجموعه از آثار پرتی را برای مجموعه قرن ۲۰ خود به دست آورد. این موزه ظرفیت پرتی را برای تولید اشیایی که از مناطق مختلف جهان بی نظیر است توصیف می‌کند و خاطرنشان می‌کند که آنها «ساخت عالی و معنای نمادین در عصر مدرن» را ترکیب می‌کنند.[۳۵]
- موزه هنر ایندیاناپولیس، ایندیانا[۳۶]
- موزه هنرهای زیبا در بوستون، ماساچوست[۳۷]
- موزه هنرهای زیبا در هوستون، تگزاس[۳۸]

### نمایشگاه‌ها
- پانزده نفر از پنجاه من با تیفانی، مؤسسه فناوری مد، نیویورک، ۱۹۹۰[۶]
- گذشته نگر، فروشگاه‌های تیفانی در سراسر جهان، ۲۰۰۱